# Herbert Fields
Herbert Fields (Nueva York, Estados Unidos, 26 de julio de 1897-24 de marzo de 1958) fue un libretista estadounidense y compositor de canciones.
Comenzó su carrera como actor, y posteriormente como coreógrafo y director de escena, antes de ser compositor de canciones, que es en lo que realmente tuvo éxito. Desde 1925 hasta su fallecimiento, participó en el libreto de muchos musicales de Broadway (Nueva York), entre los que destaca Annie Get Your Gun, en el que colaboró con su hermana Dorothy.